# Revelația lui Ioan Teologul
Revelația lui Ioan Teologul a fost editată mai întâi de către Birch în 1804, pe baza unui manuscris aflat la Vatican, după o prealabilă colaționare a acestuia cu un manuscris vienez.

## Manuscrisul
Pentru propria sa ediție, Tischendorf a colaționat alte cinci manuscrise, două aflate la Paris și trei la Viena, toate fiind redactate între secolele XIV - XVI. În scolia la Gramatica lui Dionisie Tracul (un document datând din secolul al IX lea), imediat după paragraful în care se arată că paternitatea "Apocalipsei lui Pavel" ar trebui atribuită lui Pavel din Samosata, întâlnim următoarea formulare: „Și mai există încă o [scriere] numită Revelația lui Ioan Teologul. Noi nu ne referim la [scrierea] aceea din insula Patmos, Doamne ferește, căci aceea este cât se poate de adevărată, ci la una plăsmuită și neadevărată”. Aceasta este cea mai veche referință la apocalipsa noastră. Asseman susține că ar fi găsit acest text în trei manuscrise arabe.

## Traduceri în limba română
"Revelația lui Ioan Teologul", în "Apocalipse apocrife ale Noului Testament", Traducerea textelor și îngrijire ediție: Gheorghe Fedorovici, Monica Medeleanu, Editura Herald, Colecția Manuscris, București, 2007, ISBN 978-973-7970-62-6, pp. 95–117.